# Syllepte macallalis
Syllepte macallalis là một loài bướm đêm trong họ Crambidae.